# Las acacias (película)
Las Acacias es una película argentina dirigida por Pablo Giorgelli sobre su propio guion escrito en colaboración con Salvador Roselli que se estrenó el 24 de noviembre de 2011 y que tuvo como protagonistas a Germán Da Silva, Hebe Duarte y Nayra Calle Mamani.

## Sinopsis
Rubén es un camionero solitario que desde hace mucho transporta madera entre Asunción del Paraguay y Buenos Aires. Una mañana Jacinta llega a la cita una hora más tarde, y con Anahí, su hija de cinco meses. Para Rubén no es el mejor comienzo del viaje pero con el correr de los kilómetros, la relación entre Rubén, Jacinta y Anahí crecerá.

## Reparto
- Germán de Silva - Rubén
- Hebe Duarte - Jacinta
- Nayra Calle Mamani - Anahí

## Premios
- Festival Internacional del Nuevo Cine Latinoamericano (La Habana, Cuba). 
  - Premio Coral al mejor guion inédito 2007.
  - Gran premio ALBA de posproducción 2010.
- 50° semana de la Crítica, Cannes 2011.
  - OFAJ Crítica Joven.
  - ACID/CCAS Asociación de directores independientes.
  - Grand Rail D’Or de la Asociación de Cinéfilos Trabajadores Ferroviarios.
- 64° Festival de Cine Internacional de Cannes.
  - Caméra d'Or a la mejor ópera prima de todo el festival.
- XV Festival Internacional de Lima, Perú, 2011. 
  - Premio Signis otorgado por la APC Asociación de Comunicadores del Perú.
  - Mejor ópera prima del Festival.
- 55° Festival de Cine de Londres BFI.
  - Mejor ópera prima.
- 20° Festival de América Latina de Biarritz.
  - Mejor película.
- 21° Festival Fra Sor de Oslo.
  - Mejor película.
- 13° Festival de Cine de Bombay.
  - Premio especial del jurado por la fotografía.
- 59° Festival de Cine Internacional de San Sebastián.
  - Mejor película latinoamericana.
- 13° Festival Internacional de Cine de Bratislava
  - Mejor película.
  - Premio FIPRESCI
- 12° Festival de Cine de Bergen (Noruega)
  - Mejor película
- 41° Festival Molodist de Cine de Kiev (Ucrania)
  - Mejor película.

## Exhibición en festivales internacionales
La película fue exhibida en diversos festivales internacionales de cine: 
- Festival de Cine Internacional de Cannes, 13 de mayo de 2011.
- Festival de cine de Châtenay-Malabry, septiembre de 2011.
- Festival Internacional de Cine de San Sebastián, septiembre de 2011.
- Festival Internacional de Cine de Zúrich, 25 de septiembre de 2011.
- Festival Internacional de Cine de Toronto, 14 de septiembre de 2011.
- Festival del Cine Latino de Biarritz, 26 de septiembre de 2011.
- Festival de Cine de Londres, octubre de 2011.
- Festival de Cine de Hamburgo, 2 de octubre de 2011.
- Festival Internacional de Cine de Pusan (Corea del Sur) 7 de octubre de 2011.
- Festival Internacional de Sarajevo 2011.
- 3° Festival de Cine Mundial de Ámsterdam.
- 20° Festival Internacional de cine de Asunción del Paraguay.